# Marter
Marter er det at underkaste  eller blive underkastet heftig legemlig smerte; det at torturere; pinsel; ordet bruges også om selve smerten.